# Daniel Sanchez
Daniel Sanchez (Oujda, 21 novembre 1953) è un ex calciatore e allenatore di calcio francese, di ruolo attaccante.

## Carriera
Ha giocato da ala destra dai primi anni '70 fino alla fine degli anni '80.
Ha fatto il suo debutto in Division 1 con il Nizza e ha giocato in cinque club durante la sua carriera professionistica. Diventato allenatore, guida varie squadre tra cui Tours, Valenciennes e i tunisini del Club Africain, con cui si laurea campione della Tunisia nel 2015.

## Palmarès

### Giocatore

#### Competizioni nazionali
- Coppa di Francia: 1

PSG: 1981-1982

### Allenatore

#### Competizioni nazionali
- Campionato tunisino: 1

Club Africain: 2014-2015